# خودکامگی لیبرال
خودکامگی لیبرال حکومتی غیر دموکراتیک است که از اصول لیبرالیسم پیروی می‌کند. تا قرن بیستم، اکثر کشورهای اروپای غربی «خودکامگان لیبرال یا در بهترین حالت نیمه دموکراسی» بودند. یکی از نمونه‌های «خودکامگی لیبرال کلاسیک» امپراتوری اتریش-مجارستان بود. به گفته فرید زکریا، نمونه جدیدتر هنگ کنگ تا ۱ ژوئیه ۱۹۹۷ است که توسط ولیعهد بریتانیا اداره می‌شد. او می‌گوید که تا سال ۱۹۹۱ «هیچ‌گاه انتخابات معنی‌داری برگزار نکرده بود، اما دولتش مظهر لیبرالیسم قانون اساسی بود، از حقوق اساسی شهروندانش محافظت می‌کرد و یک سیستم دادگاه و بوروکراسی عادلانه را اداره می‌کرد».
وجود آزادی‌های واقعی در بسیاری از این حکومت‌های خودکامه بسیار مشکوک است. به عنوان مثال، حکومت‌های خودکامه قرن نوزدهم اغلب نهادهای فئودالی مانند رعیت، اصناف، امتیازات اشراف و نابرابری در برابر قانون را لغو می‌کردند، اما آزادی بیان و آزادی انجمن در بهترین حالت محدود بود. به این ترتیب، خودکامگی لیبرال اغلب پیش از اشکال مختلف دموکراسی انتخاباتی در تکامل این ملت‌ها بود، که بسیار بازتر از سلطنت‌های فئودالی بود، اما کمتر از دموکراسی‌های لیبرال مدرن آزاد بود. مسلماً هنگ کنگ یک مورد خاص است، جایی که در مراحل آخر حکومت استعماری بریتانیا، آزادی بیان و آزادی اجتماعات قابل توجهی وجود داشت، اما همچنین دانش عمومی که چین اجازه یک کشور مستقل با انتخابات آزاد را نخواهد داد. همچنین پیشنهاد شد که از سال ۲۰۰۵ مصر به سمت خودکامگی لیبرال متمایل شده‌است.